# U-154 (tàu ngầm Đức) (1941)
U-154 là một tàu ngầm tấn công  Lớp Type IX thuộc phân lớp Type IXC được Hải quân Đức Quốc Xã chế tạo trong Chiến tranh Thế giới thứ hai. Nhập biên chế năm 1941, nó đã thực hiện được tám chuyến tuần tra, đánh chìm hay gây tổn thất toàn bộ cho mười một tàu buôn với tổng tải trọng 57.454 GRT, đồng thời gây hư hại cho hai tàu buôn với tổng tải trọng 15.771 GRT. Trong chuyến tuần tra cuối cùng, U-154 bị các tàu hộ tống khu trục USS Inch và USS Frost của Hải quân Hoa Kỳ đánh chìm Đại Tây Dương về phía Tây Bắc quần đảo Madeira vào ngày 3 tháng 7, 1944.

## Thiết kế và chế tạo

### Thiết kế
Thiết kế của tàu ngầm Type IXC có kích thước hơi nhỉnh hơn so với phân lớp Type IXB dẫn trước. Chúng có trọng lượng choán nước 1.120 t (1.100 tấn Anh) khi nổi và 1.232 t (1.213 tấn Anh) khi lặn. Con tàu có chiều dài chung 76,76 m (251 ft 10 in), lớp vỏ trong chịu áp lực dài 58,75 m (192 ft 9 in), mạn tàu rộng 6,76 m (22 ft 2 in), chiều cao 9,60 m (31 ft 6 in) và mớn nước 4,70 m (15 ft 5 in).
Chúng trang bị hai động cơ diesel MAN M 9 V 40/46 siêu tăng áp 9-xy lanh 4 thì, tổng công suất 4.400 PS (3.200 kW; 4.300 bhp), dẫn động hai trục chân vịt đường kính 1,92 m (6,3 ft), cho phép đạt tốc độ tối đa 18,3 kn (33,9 km/h), và tầm hoạt động tối đa 13.450 nmi (24.910 km) khi đi tốc độ đường trường 10 kn (19 km/h). Khi đi ngầm dưới nước, chúng sử dụng hai động cơ/máy phát điện Siemens-Schuckert 2 GU 345/34 tổng công suất 1.000 PS (740 kW; 990 shp). Tốc độ tối đa khi lặn là 7,3 kn (13,5 km/h), và tầm hoạt động 63 nmi (117 km) ở tốc độ 4 kn (7,4 km/h). Con tàu có khả năng lặn sâu đến 230 m (750 ft).
Vũ khí trang bị có sáu ống phóng ngư lôi 53,3 cm (21 in), bao gồm bốn ống trước mũi và hai ống phía đuôi, và mang theo tổng cộng 22 quả ngư lôi 53,3 cm (21 in). Tàu ngầm Type IX trang bị một hải pháo 10,5 cm (4,1 in) SK C/32 với 110 quả đạn, một pháo phòng không 3,7 cm (1,5 in) SK C/30 và hai pháo phòng không 2 cm (0,79 in) C/30. Thủy thủ đoàn bao gồm 4 sĩ quan và 44 thủy thủ.

### Chế tạo
U-154 được đặt hàng vào ngày 25 tháng 9, 1939, và được đặt lườn tại xưởng tàu AG Weser của hãng DeSchiMAG ở Bremen vào ngày 21 tháng 9, 1940. Nó được hạ thủy vào ngày 21 tháng 4, 1941, và nhập biên chế cùng Hải quân Đức Quốc Xã vào ngày 2 tháng 8, 1941 dưới quyền chỉ huy của Hạm trưởng, Thiếu tá Hải quân Walther Kölle.

## Lịch sử hoạt động

### 1942
Sau khi hoàn tất việc chạy thử máy và huấn luyện trong thành phần Chi hạm đội U-boat 4, U-154 được điều sang Chi hạm đội U-boat 2 từ ngày 1 tháng 2, 1942 để hoạt động trên tuyến đầu cho đến hết quãng đời hoạt động.

#### Chuyến tuần tra thứ nhất
U-154 xuất phát từ cảng Kiel, Đức vào ngày 7 tháng 2, 1942 cho chuyến tuần tra đầu tiên trong chiến tranh. Nó tiến ra Bắc Hải, rồi băng qua khe GI-UK giữa các quần đảo Shetland và Faroe để vòng qua quần đảo Anh, và hoạt động tại vùng biển Bắc Đại Tây Dương về phía Tây Ireland (Khu vực Tiếp cận phía Tây). Nó không đánh chìm được mục tiêu nào, và kết thúc chuyến tuần tra tại cảng Lorient bên bờ Đại Tây Dương của Pháp đã bị Đức chiếm đóng vào ngày 1 tháng 3.

### 1944
Trung úy hạm trưởng Oskar Kusch, vốn chỉ huy U-154 trong năm 1943 và đầu năm 1944 và từng đánh chìm ba tàu đối phương, bị cách chức, đưa ra xét xử tại tòa án binh và bị xử bắn vào tháng 5, 1944. Ông bị sĩ quan hạm phó Ulrich Abel và sĩ quan máy trưởng Kurt Druschel tố giác có tư tưởng Wehrkraftzersetzung (xúi giục nổi loạn và chủ bại). Kusch đã tháo chân dung của Adolf Hitler khỏi tàu, thường xuyên gọi Quốc trưởng là đồ ngốc và mô tả chủ nghĩa quốc xã là giun sán. Điều khôi hài là bản thân Ulrich Abel, được đề bạt làm hạm trưởng tàu ngầm U-193, bị giết trước cả Oskar Kusch, khi U-193 bị đánh chìm vào tháng 4, 1944 trong chuyến tuần tra đầu tiên do mình chỉ huy. Druschel cũng thiệt mạng khi tàu ngầm U-154 bị đánh chìm vào ngày 3 tháng 7, 1944. Hồ sơ của Oskar Kusch chỉ được tiết lộ vào thập niên 1990; và ngày nay cái tên Oskar-Kusch-Strasse được đặt cho một con phố tại Kiel nhằm tưởng niệm ông.

#### Chuyến tuần tra thứ tám – Bị mất
U-154 khởi hành từ cảng Lorient vào ngày 20 tháng 6 cho chuyến tuần tra thứ sáu, cũng là chuyến cuối cùng, và đã hoạt động trong vùng biển Đại Tây Dương ở lối ra vào phía Tây của eo biển Gibraltar. Đến ngày 3 tháng 7, chiếc tàu ngầm bị các tàu hộ tống khu trục USS Inch và USS Frost của Hải quân Hoa Kỳ thả mìn sâu đánh chìm trong Đại Tây Dương về phía Tây Bắc quần đảo Madeira, tại tọa độ 34°00′B 19°30′T / 34°B 19,5°T. Toàn bộ 57 thành viên thủy thủ đoàn của U-154 đều đã tử trận.

### "Bầy sói" tham gia
U-154 từng tham gia một bầy sói:
- Südwärts (24 – 26 tháng 10, 1942)

### Tóm tắt chiến công
U-154 đã đánh chìm được mười tàu buôn với tổng tải trọng 49.288 GRT và gây tổn thất toàn bộ cho một tàu buôn 8.166 GRT, đồng thời gây hư hại cho hai tàu buôn với tổng tải trọng 15.771 GRT:
| Ngày              | Tên tàu          | Quốc tịch      | Tải trọng | Số phận          |
| ----------------- | ---------------- | -------------- | --------- | ---------------- |
| 4 tháng 4, 1942   | Comol Rico       | United States  | 5.034     | Bị đánh chìm     |
| 5 tháng 4, 1942   | Catahoula        | United States  | 5.030     | Bị đánh chìm     |
| 12 tháng 4, 1942  | Delvalle         | United States  | 5.032     | Bị đánh chìm     |
| 13 tháng 4, 1942  | Empire Amethyst  | United Kingdom | 8.032     | Bị đánh chìm     |
| 20 tháng 4, 1942  | Vineland         | Canada         | 5.587     | Bị đánh chìm     |
| 28 tháng 6, 1942  | Tillie Lykes     | United States  | 2.572     | Bị đánh chìm     |
| 6 tháng 7, 1942   | Lalita           | Panama         | 65        | Bị đánh chìm     |
| 8 tháng 11, 1942  | D'Entrecasteaux  | United Kingdom | 7.291     | Bị đánh chìm     |
| 9 tháng 11, 1942  | Nurmahal         | United Kingdom | 5.419     | Bị đánh chìm     |
| 18 tháng 11, 1942 | Tower Grange     | United Kingdom | 5.226     | Bị đánh chìm     |
| 28 tháng 5, 1943  | Cardinal Gibbons | United States  | 7.191     | Bị hư hại        |
| 28 tháng 5, 1943  | Florida          | United States  | 8.580     | Bị hư hại        |
| 28 tháng 5, 1943  | John Worthington | United States  | 8.166     | Tổn thất toàn bộ |